# Mikey Anderson
Michael Lyle "Mikey" Anderson, född 25 maj 1999, är en amerikansk professionell ishockeyback som spelar för Los Angeles Kings i National Hockey League (NHL).
Han har tidigare spelat för Ontario Reign i American Hockey League (AHL); Minnesota Duluth Bulldogs i National Collegiate Athletic Association (NCAA) samt Waterloo Black Hawks i United States Hockey League (USHL).
Anderson draftades av Los Angeles Kings i fjärde rundan i 2017 års draft som 103:e spelare totalt.
Han är bror till Joey Anderson.

## Statistik
| 2013–2014   | Hill-Murray Pioneers      |             | 25  | 1  | 5  | 6  | 10  | 3  | 1 | 0 | 1 | 2  |
| 2014–2015   | Hill-Murray Pioneers      |             | 25  | 6  | 5  | 11 | 23  | 3  | 2 | 2 | 4 | 0  |
|             | Team Northeast            |             | 19  | 4  | 8  | 12 | 28  | 3  | 1 | 0 | 1 | 2  |
| 2015–2016   | Waterloo Black Hawks      | USHL        | 57  | 1  | 15 | 16 | 30  | 9  | 3 | 2 | 5 | 4  |
| 2016–2017   | Waterloo Black Hawks      | USHL        | 54  | 5  | 29 | 34 | 52  | 8  | 2 | 1 | 3 | 10 |
| 2017–2018   | Minnesota Duluth Bulldogs | NCAA        | 39  | 5  | 18 | 23 | 18  | —  | — | — | — | —  |
| 2018–2019   | Minnesota Duluth Bulldogs | NCAA        | 40  | 6  | 21 | 27 | 18  | —  | — | — | — | —  |
| 2019–2020   | Los Angeles Kings         | NHL         | 6   | 1  | 0  | 1  | 0   | —  | — | — | — | —  |
|             | Ontario Reign             | AHL         | 53  | 3  | 12 | 15 | 18  | —  | — | — | — | —  |
| 2020–2021   | Los Angeles Kings         | NHL         | 54  | 1  | 10 | 11 | 30  | —  | — | — | — | —  |
| 2021–2022   | Los Angeles Kings         | NHL         | 57  | 2  | 6  | 8  | 8   | 7  | 0 | 1 | 1 | 4  |
| 2022–2023   | Los Angeles Kings         | NHL         | 77  | 5  | 15 | 20 | 40  | 6  | 0 | 1 | 1 | 2  |
| 2023–2024   | Los Angeles Kings         | NHL         | 74  | 2  | 16 | 18 | 18  | 5  | 1 | 2 | 3 | 2  |
| 2024–2025   | Los Angeles Kings         | NHL         | 45  | 5  | 9  | 14 | 18  | —  | — | — | — | —  |
| NHL totalt  | NHL totalt                | NHL totalt  | 313 | 16 | 56 | 72 | 114 | 18 | 1 | 4 | 5 | 8  |
| NCAA totalt | NCAA totalt               | NCAA totalt | 79  | 11 | 39 | 50 | 36  | —  | — | — | — | —  |
| USHL totalt | USHL totalt               | USHL totalt | 111 | 6  | 44 | 50 | 82  | 17 | 5 | 3 | 8 | 14 |

### Internationellt
| Källa: Uppdaterad: 2020-03-01 | Källa: Uppdaterad: 2020-03-01 | Källa: Uppdaterad: 2020-03-01 |         | Utv = Utvisningsminuter | Utv = Utvisningsminuter | Utv = Utvisningsminuter | Utv = Utvisningsminuter | Utv = Utvisningsminuter |
| År                            | Lag                           | Mästerskap                    | Matcher | Mål                     | Assists                 | Poäng                   | Utv                     |                         |
| ----------------------------- | ----------------------------- | ----------------------------- | ------- | ----------------------- | ----------------------- | ----------------------- | ----------------------- | ----------------------- |
| 2015                          | USA                           | Ivan Hlinka                   | 4       | 0                       | 0                       | 0                       | 0                       |                         |
| 2018                          | USA                           | JVM                           | 7       | 0                       | 1                       | 1                       | 2                       |                         |
| 2019                          | USA                           | JVM                           | 7       | 2                       | 3                       | 5                       | 6                       |                         |
| Junior totalt                 | Junior totalt                 | Junior totalt                 | 18      | 2                       | 4                       | 6                       | 8                       |                         |